# Mahlatti
Mahlatti, nordsamiska: Mahlad, är den största ön i Enare träsk i Enare kommun i Lappland i Finland. Mahlatti är med sin area på area är 20,6 kvadratkilometer Finlands största obebodda ö och dess högsta punkt Vuoriainen höjer sig 136 meter över sjön vilket gör Mahlatti till Finlands högsta ö. Öns största längd är 8,5 kilometer i sydöst-nordvästlig riktning.